# Gabre (Arieja)
Gabre és un municipi francès, situat a la regió d'Occitània, departament de l'Arieja.